# Tarímbaro
Tarímbaro è una municipalità dello stato di Michoacán, nel Messico centrale, il cui capoluogo è la località omonima.
La municipalità conta 78.623 abitanti (2010) e ha un'estensione di 256,95 km².
Il significato del nome della località in lingua p'urhépecha è luogo dei salici.